# Francis Talbot, 5. Earl of Shrewsbury

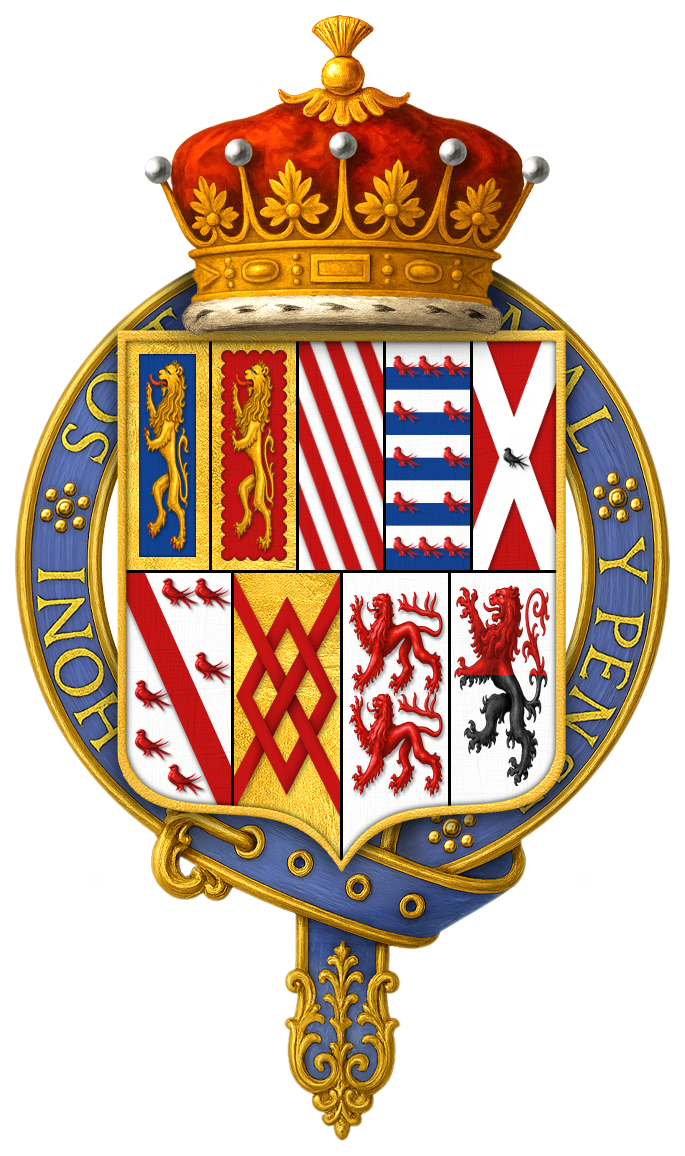
Wappen des Francis Talbot, 5. Earl of Shrewsbury

Francis Talbot, 5. Earl of Shrewsbury KG (* 1500; † 25. September 1560) war ein englischer Peer.

## Leben
Er war der zweite Sohn von George Talbot, 4. Earl of Shrewsbury, aus dessen erster Ehe mit Anne Hastings, Tochter des William Hastings, 1. Baron Hastings. Nachdem sein älterer Bruder Henry Talbot jung gestorben war, war er der Heir apparent seines Vaters.
Am 17. Februar 1533 wurde er durch Writ of Acceleration ins House of Lords berufen und erbte dadurch vorzeitig den nachgeordneten Titel seines Vaters als 11. Baron Talbot. Ab 1534 fungierte er wiederholt als Richter in Gerichtsprozessen des House of Lords gegen dessen Mitglieder. Beim Tod seines Vaters 1538 erbte er auch dessen übrige Adelstitel als 5. Earl of Shrewsbury, 5. Earl of Waterford, 10. Baron Furnivall und 11. Baron Strange of Blackmere sowie das Staatsamt des Lord High Steward of Ireland. 1541 wurde er mit der Priorei von Worksop in Nottinghamshire belehnt.
1543 wurde er Mitglied des Council of the North, eines besonderen Kronrates für Nordengland. 1544 wurde er Lord Lieutenant von Nordengland und 1549 auch Vorsitzender des Council of the North. 1545 wurde er als Knight Companion in den Hosenbandorden aufgenommen. 1548 fungierte er als Reiserichter (Chief Justice in Eyre, North of the Trent). Im Januar 1549 wurde er ins Privy Council aufgenommen. 1551 hatte er auch die Ämter des Lord Lieutenant von Derbyshire und von Yorkshire inne und 1552 wurde er zudem Keeper aller königlichen Burgen in Yorkshire und Nottinghamshire.
1553 zählte er zunächst zu den Unterstützern von Königin Jane Grey, die ihren Thronanspruch gegenüber Maria I. aber nicht behaupten konnte. 1553 wurde er mit dem Ort Coldharbour nahe der City of London belehnt. 1557 wurde er Oberbefehlshaber der englischen Truppen in Yorkshire, Cumberland, Northumberland, Lancashire, Cheshire, Nottinghamshire, Derbyshire und Durham.
Er starb 1560 und wurde in der Kathedrale von Sheffield begraben.

## Ehen und Nachkommen
Spätestens im November 1523 heiratete er in erster Ehe Hon. Mary Dacre († 1538), Tochter des Thomas Dacre, 2. Baron Dacre (of Gilsland). Mit ihr hatte er mindestens drei Kinder:
- George Talbot, 6. Earl of Shrewsbury (1528–1590), sein Erbe, folgte ihm bereits 1553 durch Writ of Acceleration als 12. Baron Talbot;
- Hon. Thomas Talbot († jung);
- Lady Anne Talbot († 1585), ⚭ (1) John Braye, 2. Baron Braye, ⚭ (2) 1561 Thomas Wharton, 1. Baron Wharton.

Spätestens im August 1553 heiratete er in zweiter Ehe Grace Shackerley († 1558), Witwe des Francis Carless, Tochter des Robert Shackerley, Gutsherr von Little Langsdon in Derbyshire.